# Mars Williams

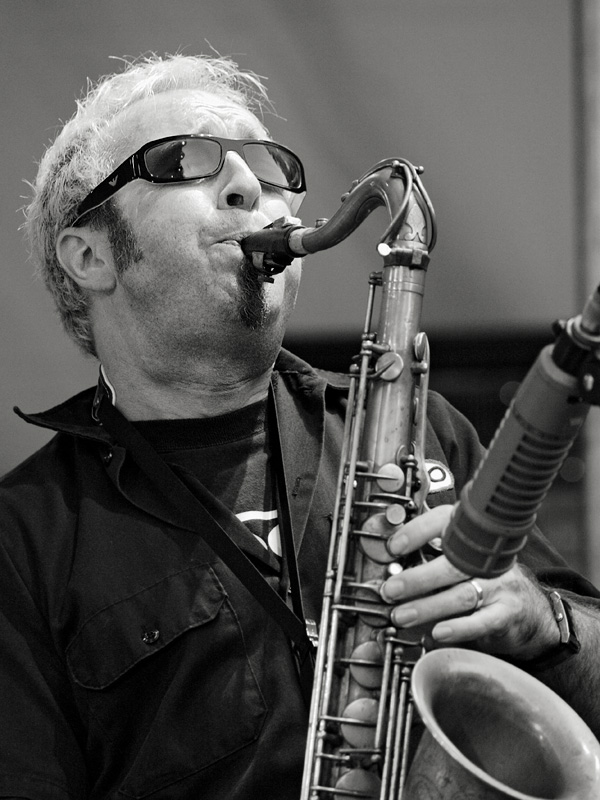
Mars Williams beim Offside Festival 2008

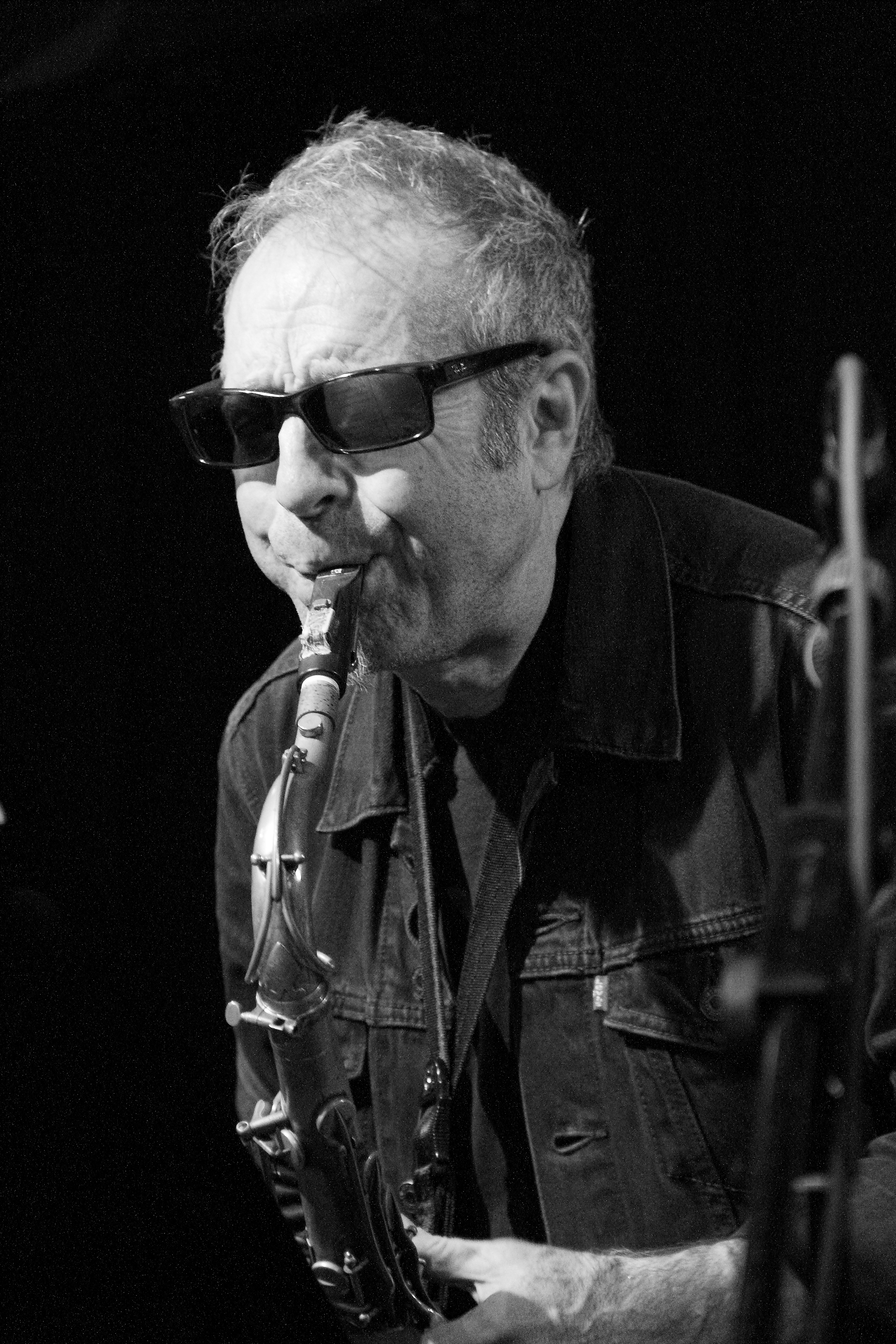
Mars Williams mit An Ayler Xmas im Club W71, Dezember 2018

Mars Williams (* 29. Mai 1955 in Elmhurst, Illinois; † 20. November 2023 in Chicago, Illinois) war ein Saxophonist, dessen Musikspektrum von Rockmusik über Acid Jazz bis hin zum Free Jazz reicht.

## Leben und Wirken
Williams’ Vater war ein Jazztrompeter, der ihn zum Instrumentenspiel ermutigte. Im Alter von zehn Jahren erlernte er Klarinette, danach wechselte er zum Alt- und später auf das Tenorsaxophon. Er besuchte Karl Bergers Creative Music Workshop, bevor er bei Don Cherry, Muhal Richard Abrams und Anthony Braxton studierte. Williams war in den 1980er-Jahren Saxophonist in Hal Russells NRG Ensemble, das er nach Russells Tod übernahm. In den frühen 1980ern war er auch in New York City tätig und spielte mit John Zorn, Bill Laswell, Elliott Sharp, Fred Frith und Daevid Allen. Er tourte mit den Psychedelic Furs, arbeitete für Billy Idol (Catch My Fall) und war Mitbegründer der Funk- und Acid-Jazz-Band Liquid Soul. Mit Ken Vandermark spielte er im NRG Ensemble, aber auch in Vandermarks Quintett und bei Cinghiale und in Peter Brötzmanns Chicago Tentet (Short Visit to Nowhere, Signs, 2002/04). Er leitete die Bandprojekte Witches & Devils, Slam, XmarsX und Mars Williams presents: An Ayler Xmas in wechselnden Besetzungen.
In Deutschland wurde er bekannt durch seine Auftritte beim Moers Festival (1997, 1999 (Liquid Soul)) und 2004 (Liquid Soul und XmarsX (mit gebrochenem Arm)) und beim Offside 2008 mit dem Mars Williams Quartet. Im Bereich des Jazz war er laut Tom Lord zwischen 1979 und 2021 an 50 Aufnahmesessions beteiligt, von denen die letzte mit dem Perkussionisten Vasco Trilla stattfand (Critical Mass).
Bei Williams wurde im Dezember 2022 Ampullarkrebs diagnostiziert, eine seltene Form der Krankheit, die einen Bereich in der Nähe des Gallengangs und der Bauchspeicheldrüse befällt.

## Auszeichnung
- 2001: Grammy-Nominierung für die Liquid Soul-CD „Here’s The Deal“

## Diskographische Hinweise
- Mars Williams/Ingebrigt Håker Flaten/Tim Daisy: Moments Form (Idyllic Noise, 2013)
- Chicago Reed Quartet: Nick Mazzarella, Dave Rempis, Mars Williams, Ken Vandermark: Western Automatic (Aerophonic, 2015)
- Chicago Edge Ensemble: Insidious Anthem (Trost Records, 2018)
- Mars Williams / Tollef Østvang: Painted Pillars (Stone Floor Records, 2018)
- An Ayler Xmas Volume 2 (2018)
- Boneshaker: Fake Music (2019), mit Paal Nilssen-Love, Kent Kessler
- Mars Williams Presents An Ayler Xmas Vol. 3: Live in Krakow (2019)
- Mars Williams / Tim Daisy: Live from Vienna (2020)
- An Ayler Xmas Vol. 4: Chicago Vs. N.Y.C. (2020)
- Mars Williams & Vasco Trilla: Spiracle (Not Two Records, 2020)
- Stirrup+6: The Avondale Addition (2020)
- Ken Vandermark: Momentum 5: Stammer (Triptych) (2021)
- An Ayler Xmas Vol. 5 (2021)
- Mars Williams, Rob Kassinger & Katinka Kleijn: Two or Three (2023)
- Mars Williams & Vasco Trilla: Awakening Nature from Her Dream (Not Two, 2025)

## Lexigraphischer Eintrag
- Wolf Kampmann (Hrsg.), unter Mitarbeit von Ekkehard Jost: Reclams Jazzlexikon. Reclam, Stuttgart 2003, ISBN 3-15-010528-5 Seite?